# Stanislas Guerini
Stanislas Guerini, född 1982, är en fransk politiker som tjänstgör som minister för transformation och offentliga tjänster i regeringen för premiärministrarna Élisabeth Borne och Gabriel Attal sedan 2022.
Innan Guerini gick in i regeringen tjänstgjorde han som verkställande direktör för La République En Marche! (LREM) sedan 2018. Han efterträdde Christophe Castaner, som hade avgått efter att ha utsetts till inrikesminister av president Emmanuel Macron. Från 2017 till 2022 var Guerini medlem av nationalförsamlingen för tredje arrondissementet i Paris, som omfattar delar av sjuttonde och artonde arrondissementen.
Stanislas Guerini avlade examen vid HEC Paris 2006.